# Grand Prix automobile d'Afrique du Sud 1974
Résultats du Grand Prix d'Afrique du Sud de Formule 1 1974 qui a eu lieu sur le circuit de Kyalami près de Johannesburg le 30 mars 1974.

## Classement
| Pos  | N° | Pilote               | Écurie            | Tours | Temps/Abandon      | Grille | Points |
| ---- | -- | -------------------- | ----------------- | ----- | ------------------ | ------ | ------ |
| 1    | 7  | Carlos Reutemann     | Brabham-Ford      | 78    | 1 h 42 min 40 s 96 | 4      | 9      |
| 2    | 14 | Jean-Pierre Beltoise | BRM               | 78    | + 33 s 94          | 11     | 6      |
| 3    | 33 | Mike Hailwood        | McLaren-Ford      | 78    | + 42 s 16          | 12     | 4      |
| 4    | 4  | Patrick Depailler    | Tyrrell-Ford      | 78    | + 44 s 19          | 15     | 3      |
| 5    | 9  | Hans-Joachim Stuck   | March-Ford        | 78    | + 46 s 23          | 7      | 2      |
| 6    | 20 | Arturo Merzario      | Iso Marlboro-Ford | 78    | + 56 s 04          | 3      | 1      |
| 7    | 5  | Emerson Fittipaldi   | McLaren-Ford      | 78    | + 1 min 08 s 39    | 5      |        |
| 8    | 3  | Jody Scheckter       | Tyrrell-Ford      | 78    | + 1 min 10 s 54    | 8      |        |
| 9    | 6  | Denny Hulme          | McLaren-Ford      | 77    | + 1 tour           | 9      |        |
| 10   | 10 | Vittorio Brambilla   | March-Ford        | 77    | + 1 tour           | 19     |        |
| 11   | 18 | Carlos Pace          | Surtees-Ford      | 77    | + 1 tour           | 2      |        |
| 12   | 26 | Graham Hill          | Lola-Ford         | 77    | + 1 tour           | 18     |        |
| 13   | 29 | Ian Scheckter        | Lotus-Ford        | 76    | + 2 tours          | 22     |        |
| 14   | 32 | Eddie Keizan         | Tyrrell-Ford      | 76    | + 2 tours          | 24     |        |
| 15   | 37 | François Migault     | BRM               | 75    | + 3 tours          | 25     |        |
| 16   | 12 | Niki Lauda           | Ferrari           | 74    | Allumage           | 1      |        |
| 17   | 8  | Richard Robarts      | Brabham-Ford      | 74    | + 4 tours          | 23     |        |
| 18   | 15 | Henri Pescarolo      | BRM               | 72    | + 6 tours          | 21     |        |
| 19   | 23 | Dave Charlton        | McLaren-Ford      | 71    | + 7 tours          | 20     |        |
| Abd. | 11 | Clay Regazzoni       | Ferrari           | 65    | Pression d'huile   | 6      |        |
| Abd. | 28 | John Watson          | Brabham-Ford      | 54    | Alimentation       | 13     |        |
| Abd. | 2  | Jacky Ickx           | Lotus-Ford        | 31    | Freins             | 10     |        |
| Abd. | 24 | James Hunt           | Hesketh-Ford      | 13    | Transmission       | 14     |        |
| Abd. | 19 | Jochen Mass          | Surtees-Ford      | 11    | Suspension         | 17     |        |
| Abd. | 30 | Paddy Driver         | Lotus-Ford        | 6     | Embrayage          | 26     |        |
| Abd. | 1  | Ronnie Peterson      | Lotus-Ford        | 2     | Collision          | 16     |        |
| Abd. | 21 | Tom Belsø            | Iso Marlboro-Ford | 0     | Embrayage          | 27     |        |

Légende :
- Abd.=Abandon

## Pole position et record du tour
- Pole position : Niki Lauda en 1 min 16 s 58 (vitesse moyenne : 192,928 km/h).
- Meilleur tour en course : Carlos Reutemann en 1 min 18 s 16 au 58e tour (vitesse moyenne : 189,028 km/h).

## Tours en tête
- Niki Lauda 9 (1-9)
- Carlos Reutemann 69 (10-78)

## À noter
- 1re victoire pour Carlos Reutemann.
- 14e victoire pour Brabham en tant que constructeur.
- 69e victoire pour Ford Cosworth en tant que motoriste.
- 1re pole position pour Niki Lauda.
- La semaine précédant la course, Peter Revson (Shadow) trouve la mort lors d'une séance d'essais privés, victime d'une rupture de suspension. À la suite de la mort de son coéquipier, le Français Jean-Pierre Jarier, second pilote de l'écurie Shadow, a déclaré forfait.